# Liste der Biografien/Tol
Liste der Biografien |
Portal Biografien |
Personensuche
# |
A |
B |
C |
D |
E |
F |
G |
H |
I |
J |
K |
L |
M |
N |
O |
P |
Q |
R |
S |
T |
U |
V |
W |
X |
Y |
Z |
?
 
Ta |
Tc |
Te |
Tf |
Tg |
Th |
Ti |
Tj |
Tk |
Tl |
Tm |
To |
Tq |
Tr |
Ts |
Tu |
Tv |
Tw |
Tx |
Ty |
Tz
 
Toa |
Tob |
Toc |
Tod |
Toe |
Tof |
Tog |
Toh |
Toi |
Toj |
Tok |
Tol |
Tom |
Ton |
Too |
Top |
Toq |
Tor |
Tos |
Tot |
Tou |
Tov |
Tow |
Tox |
Toy |
Toz
Die Liste der Biografien führt alle Personen auf, die in der deutschsprachigen Wikipedia einen Artikel haben. Dieses ist eine Teilliste mit 388 Einträgen von Personen, deren Namen mit den Buchstaben „Tol“ beginnt.

## Tol
- Tol, Dick (1934–1973), niederländischer Fußballspieler
- Tol, Richard (* 1969), niederländischer Volkswirt

### Tola
- Tola, Benedetto († 1572), italienischstämmiger Maler und Musiker der Renaissance
- Tola, Dibaba (* 1987), äthiopischer Marathonläufer
- Tola, Erjon (* 1986), albanischer Skiläufer
- Tola, Fate (* 1987), äthiopisch-deutsche Langstreckenläuferin
- Tola, Gabriel, italienischstämmiger Maler und Musiker der Renaissance
- Tola, Kejsi (* 1992), albanische Sängerin
- Tola, Mirjam (* 1972), albanische Opernsängerin (Sopran)
- Tola, Pamela (* 1981), finnische SchauspielerinPamela Tola (* 1981)

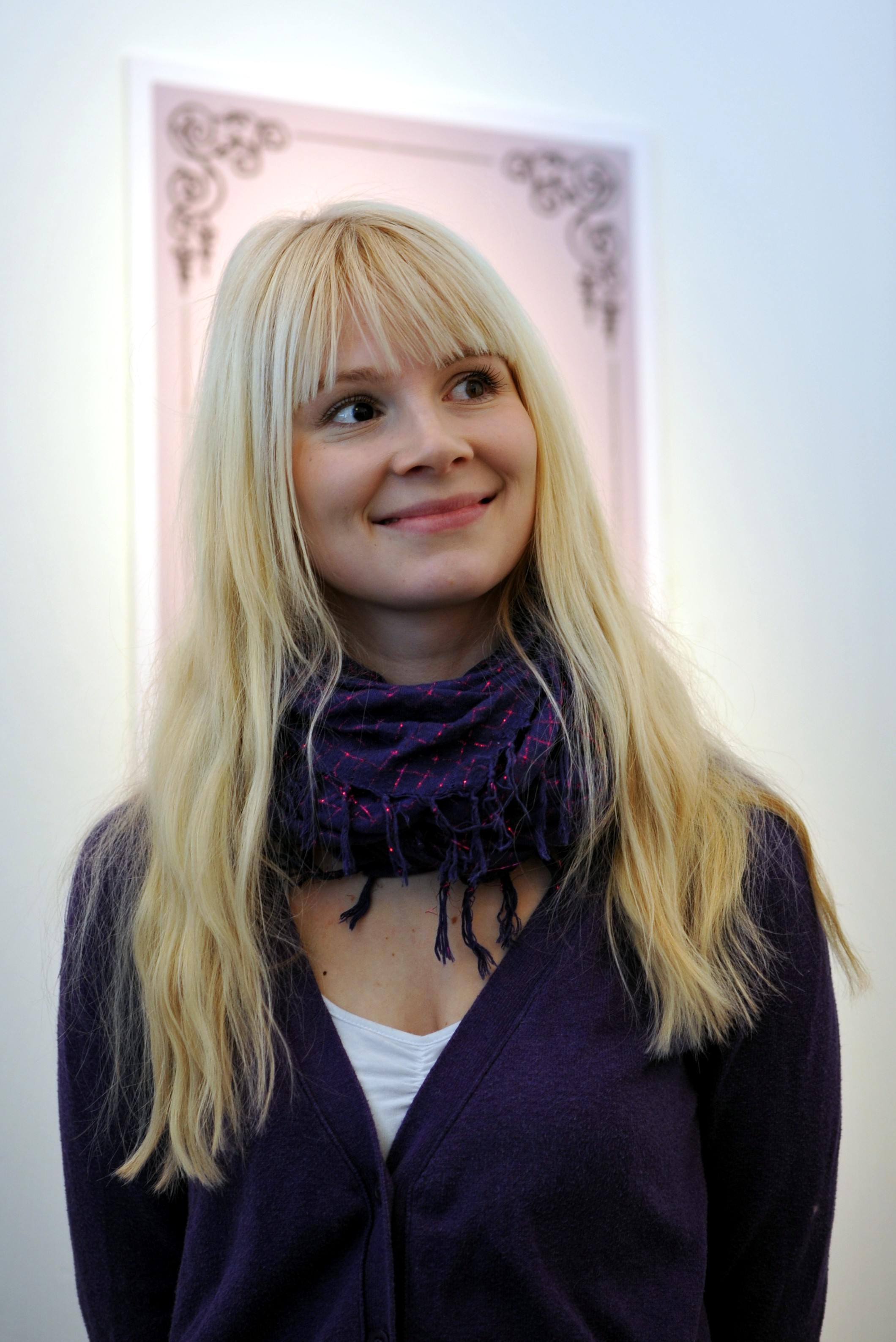
Pamela Tola (* 1981)

- Tola, Tadese (* 1987), äthiopischer Langstreckenläufer
- Tola, Tamirat (* 1991), äthiopischer Langstreckenläufer
- Tola, Tesfaye (* 1974), äthiopischer Langstreckenläufer und Olympiadritter
- Tola, Workenesh (* 1977), äthiopische Marathonläuferin
- Tolaas, Sissel (* 1961), norwegische Künstlerin, Geruchsforscherin
- Toʻlaganov, Karim (* 1973), usbekischer Boxer
- Toʻlaganov, Rustam (* 1991), usbekischer Boxer
- Toʻlaganova, Iroda (* 1982), usbekische Tennisspielerin
- Tolan, Eddie (1908–1967), US-amerikanischer Sprinter
- Tolan, John (1917–1986), US-amerikanischer Rennfahrer
- Tolan, John H. (1877–1947), US-amerikanischer Politiker
- Tolan, Kathleen (* 1950), US-amerikanische Schauspielerin und Drehbuchautorin
- Tolan, Metin (* 1965), deutscher Physiker, AutorMetin Tolan (* 1965)

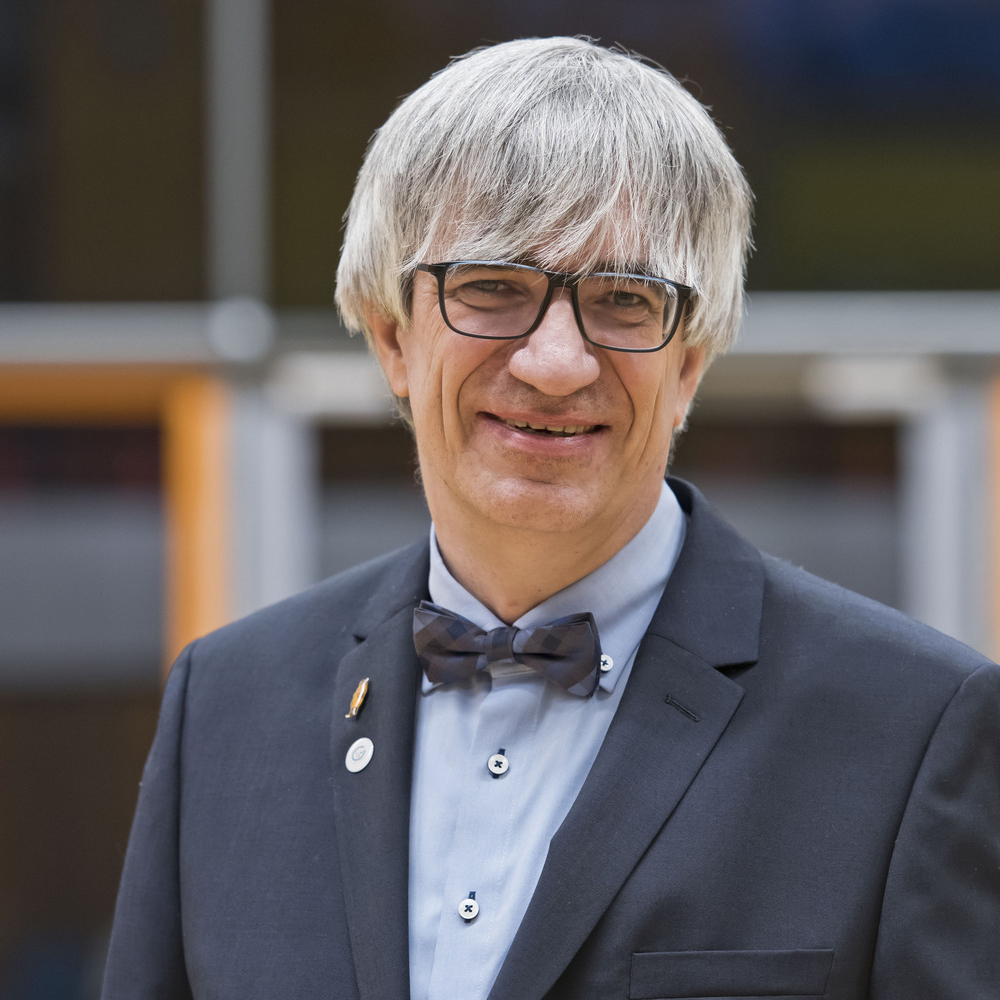
Metin Tolan (* 1965)

- Tolan, Michael (1925–2011), US-amerikanischer Film- und Theaterschauspieler
- Tolan, Peter (* 1958), US-amerikanischer Drehbuchautor, Regisseur, Schauspieler und Produzent
- Toland, George Washington (1796–1869), US-amerikanischer Politiker
- Toland, Gregg (1904–1948), US-amerikanischer Kameramann
- Toland, John (1670–1722), irisch-britischer Freidenker
- Toland, John (1912–2004), US-amerikanischer Historiker und Schriftsteller
- Toland, John (* 1949), nordirischer Mathematiker
- Tolani, Madeleine (* 1980), deutsche Rechtswissenschaftlerin
- Tolansky, Samuel (1906–1973), britischer Physiker
- Tolar, David (* 1995), tschechischer Biathlet
- Tolar, Günter (* 1939), österreichischer Schauspieler, Fernsehmoderator und AutorGünter Tolar (* 1939)

Günter Tolar (* 1939)

- Tolardo, Federico (* 1983), italienischer Schauspieler

### Tolb
- Tolbecque, Auguste (1830–1919), französischer Cellist, Dirigent, Komponist, Instrumentenbauer und Musikpädagoge
- Tolberg, Johann Wilhelm (1762–1831), deutscher Mediziner
- Tolbert, James L. (1926–2013), US-amerikanischer Musikagent
- Tolbert, Mike (* 1985), US-amerikanischer American-Football-Spieler
- Tolbert, Murray (* 1946), australischer Weitspringer
- Tolbert, Nathan Edward (1919–1998), US-amerikanischer Biochemiker und Pflanzenphysiologe
- Tolbert, Rod (* 1967), US-amerikanischer Sprinter
- Tolbert, Skeets (1909–2000), US-amerikanischer Jazz Altsaxophonist, Klarinettist, Sänger und Bandleader des Swing
- Tolbert, Tony (* 1967), US-amerikanischer American-Football-Spieler
- Tolbert, William R. junior (1913–1980), liberianischer Politiker, Präsident (1971–1980), Präsident des Baptistischen Weltbundes (1965–1970)
- Tolbert-Goode, Lynda (* 1967), US-amerikanische Hürdenläuferin
- Tolbuchin, Fjodor Iwanowitsch (1894–1949), sowjetischer Offizier; Marschall der Sowjetunion
- Tolbusina, Soja Nikolajewna (1922–2017), sowjetisch-russische Theater- und Film-Schauspielerin, Synchronsprecherin und Sängerin

### Tolc
- Tolchinsky, Sol (1929–2020), kanadischer Basketballspieler
- Tölcke, Carl Wilhelm (1817–1893), deutscher sozialdemokratischer Politiker
- Tolckemit, Alexander Nicolaus (1715–1759), deutscher evangelischer Pfarrer und Regionalhistoriker
- Tolckemit, Nicolaus (1679–1714), deutscher evangelischer Pfarrer in Polnisch-Preußen
- Tölcséres, András (* 1974), ungarischer Fußballspieler

### Told
- Told, Franz Xaver (1792–1849), österreichischer Bühnenschriftsteller und Dichter
- Toldac (* 1957), französischer Comicautor
- Toldam, Simon (* 1979), dänischer Jazzmusiker (Piano, Komposition)
- Tolde, Karl (1888–1946), österreichischer Politiker (ÖVP), Mitglied des Bundesrates
- Toldi, Géza (1909–1985), ungarischer Fußballspieler und -trainer
- Toldi, Ödön (1893–1966), ungarischer Schwimmer
- Toldo, Francesco (* 1971), italienischer FußballtorhüterFrancesco Toldo (* 1971)

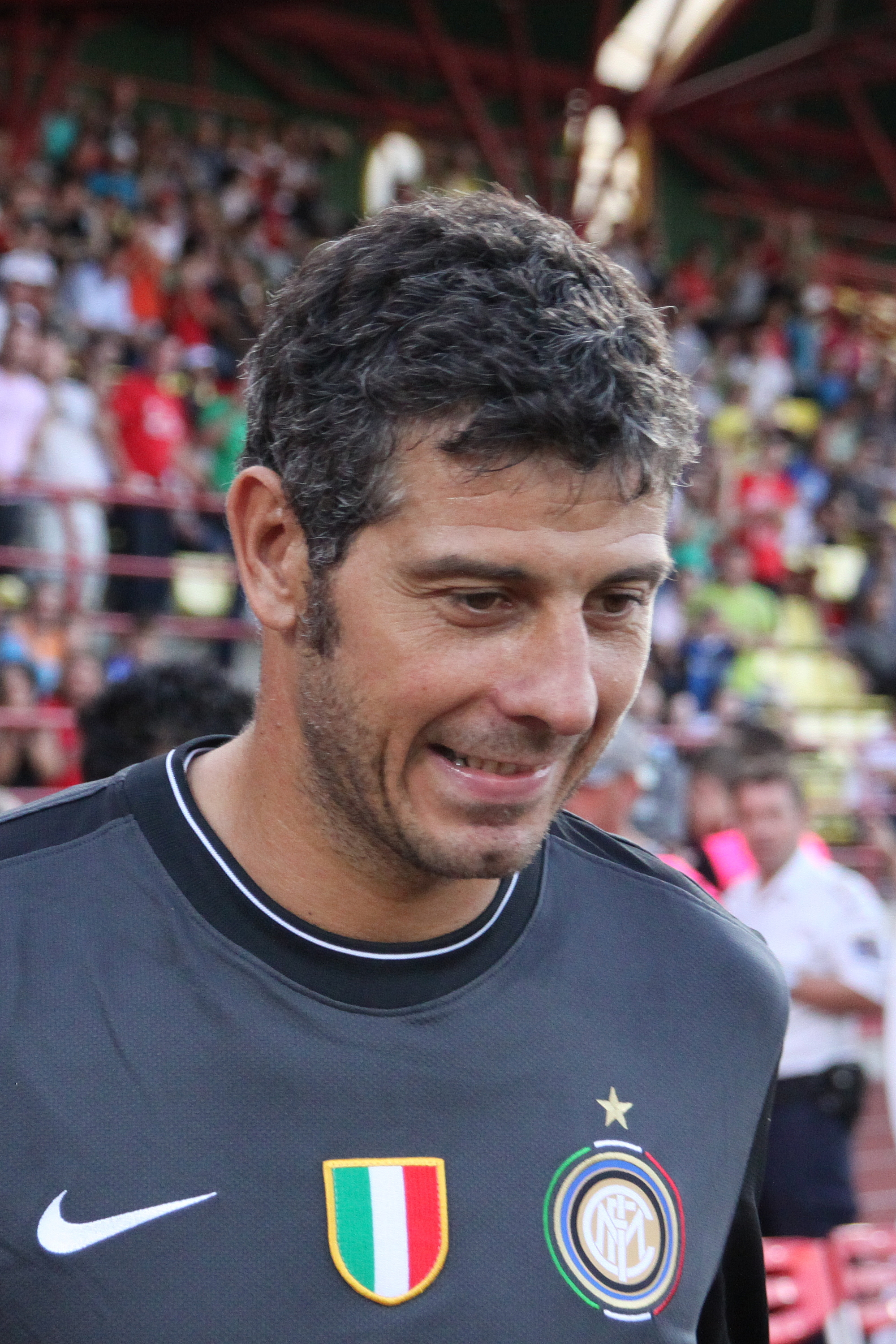
Francesco Toldo (* 1971)

- Toldo, Pietro (1860–1926), italienischer Romanist und Komparatist
- Toldrà, Eduard (1895–1962), spanischer Violinist, Dirigent und Komponist
- Toldt, Carl (1840–1920), österreichischer Anatom
- Toldt, Carl (1875–1961), österreichischer Zoologe
- Toldy, Ferenc (1805–1875), ungarischer Literarhistoriker

### Tole
- Tölebajew, Muqan (1913–1960), kasachisch-sowjetischer Komponist
- Toledano, Avi (* 1948), israelischer Sänger und Komponist
- Toledano, Blanca (* 2000), spanische Synchronschwimmerin
- Toledano, Éric (* 1971), französischer Drehbuchautor und FilmregisseurÉric Toledano (* 1971)

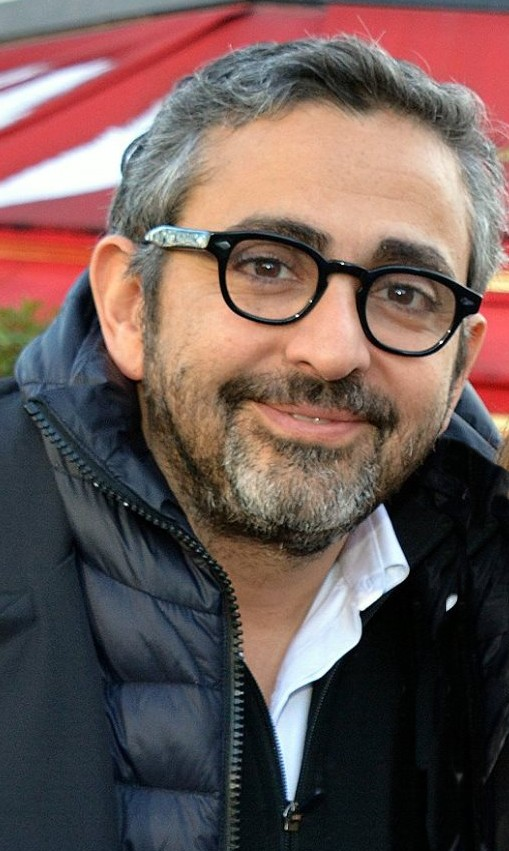
Éric Toledano (* 1971)

- Toledano, Ja’akov Mosche (1880–1960), israelischer Rabbiner und Politiker
- Toledano, Juan Baltasar (1766–1830), spanischer römisch-katholischer Geistlicher und Bischof von Valladolid
- Toledo Oropesa, Fernando de (1520–1590), Kardinal der Römischen Kirche
- Toledo, Alejandro (* 1946), peruanischer Präsident (2001 bis 2006)
- Toledo, Álex (* 2001), spanischer Motorradrennfahrer
- Toledo, Alfredo (* 1998), chilenischer Mittelstreckenläufer
- Toledo, Amelia (1926–2017), brasilianische Bildhauerin, Malerin, Zeichnerin und Designerin
- Toledo, Antonio Sebastián de († 1715), Vizekönig von Neuspanien
- Toledo, Aries (* 1993), philippinischer Zehnkämpfer
- Toledo, Bruno (* 1994), uruguayischer Fußballspieler
- Toledo, Camille de (* 1976), französischer Schriftsteller
- Toledo, Daniel (* 1991), ecuadorianischer Jazzmusiker (Kontrabass, Komposition)
- Toledo, David (* 1982), mexikanischer Fußballspieler
- Toledo, Delio (* 1976), paraguayischer Fußballspieler
- Toledo, Francisco (1532–1596), Kardinal der Römischen Kirche
- Toledo, Francisco (1940–2019), mexikanischer Maler
- Toledo, Francisco de (1515–1582), spanischer Heerführer und Vizekönig von Peru
- Toledo, Frank (* 1970), US-amerikanischer Boxer im Federgewicht
- Toledo, Gabriel (* 1991), brasilianischer E-SportlerGabriel Toledo (* 1991)

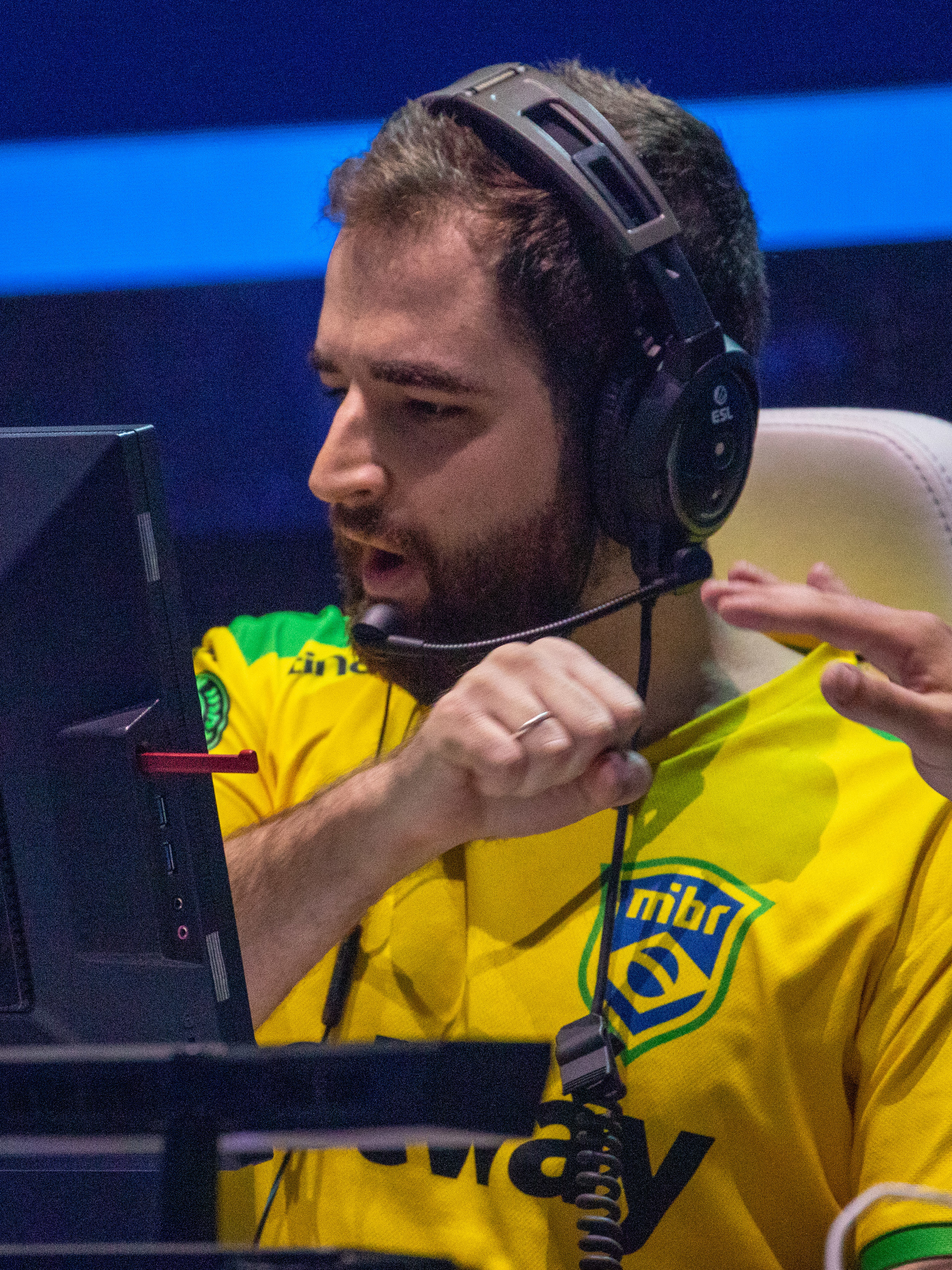
Gabriel Toledo (* 1991)

- Toledo, Goya (* 1969), spanische Schauspielerin und Fotomodell
- Toledo, Gustavo Mario (* 1975), argentinischer Radrennfahrer
- Toledo, Irma Rafaela (1910–2002), österreichische Malerin
- Toledo, Jorge (* 1975), chilenischer Fußballspieler
- Toledo, José Guilherme de (* 1994), brasilianischer Handballspieler
- Toledo, Juan Bautista de († 1567), spanischer Architekt
- Toledo, Juan Pacheco de, 2. Marqués de Cerralbo († 1589), spanischer Diplomat; Gouverneur von Galicien (1587–1594)
- Toledo, Luis Octavio de (1857–1934), spanischer Mathematiker
- Toledo, Luisairys (* 1992), venezolanische Leichtathletin
- Toledo, María de († 1549), spanische Adlige, Ehefrau von Diego Kolumbus (Vizekönig)
- Toledo, Natalia (* 1968), mexikanische Autorin
- Toledo, Patricio (* 1962), chilenischer Fußballspieler
- Toledo, Pero Díaz de († 1466), spanischer Humanist, Jurist und Autor
- Toledo, Yasniel (* 1989), kubanischer Boxer
- Tolentino, Abraham (* 1964), philippinischer Bürgermeister und Sportfunktionär
- Tolentino, Arturo (1910–2004), philippinischer Politiker
- Tolentino, Bruno (1940–2007), brasilianischer Lyriker, Hochschullehrer und Dolmetscher
- Tolentino, Francis (* 1960), philippinischer Politiker, Rechtsanwalt und Brigadegeneral
- Tolentino, Jia (* 1988), US-amerikanische Autorin und Journalistin
- Toler, Sidney (1874–1947), US-amerikanischer SchauspielerSidney Toler (1874–1947)

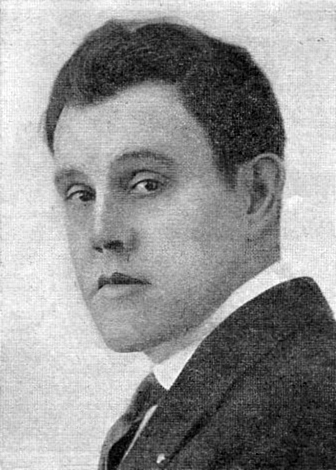
Sidney Toler (1874–1947)

- Toles, Elsie (1888–1957), US-amerikanische Lehrerin, Professorin und Politikerin
- Tolesa, Tadese (* 1988), äthiopischer Marathonläufer
- Toleski, Goce (* 1977), mazedonischer Fußballspieler
- Toletti, Sandie (* 1995), französische FußballspielerinSandie Toletti (* 1995)

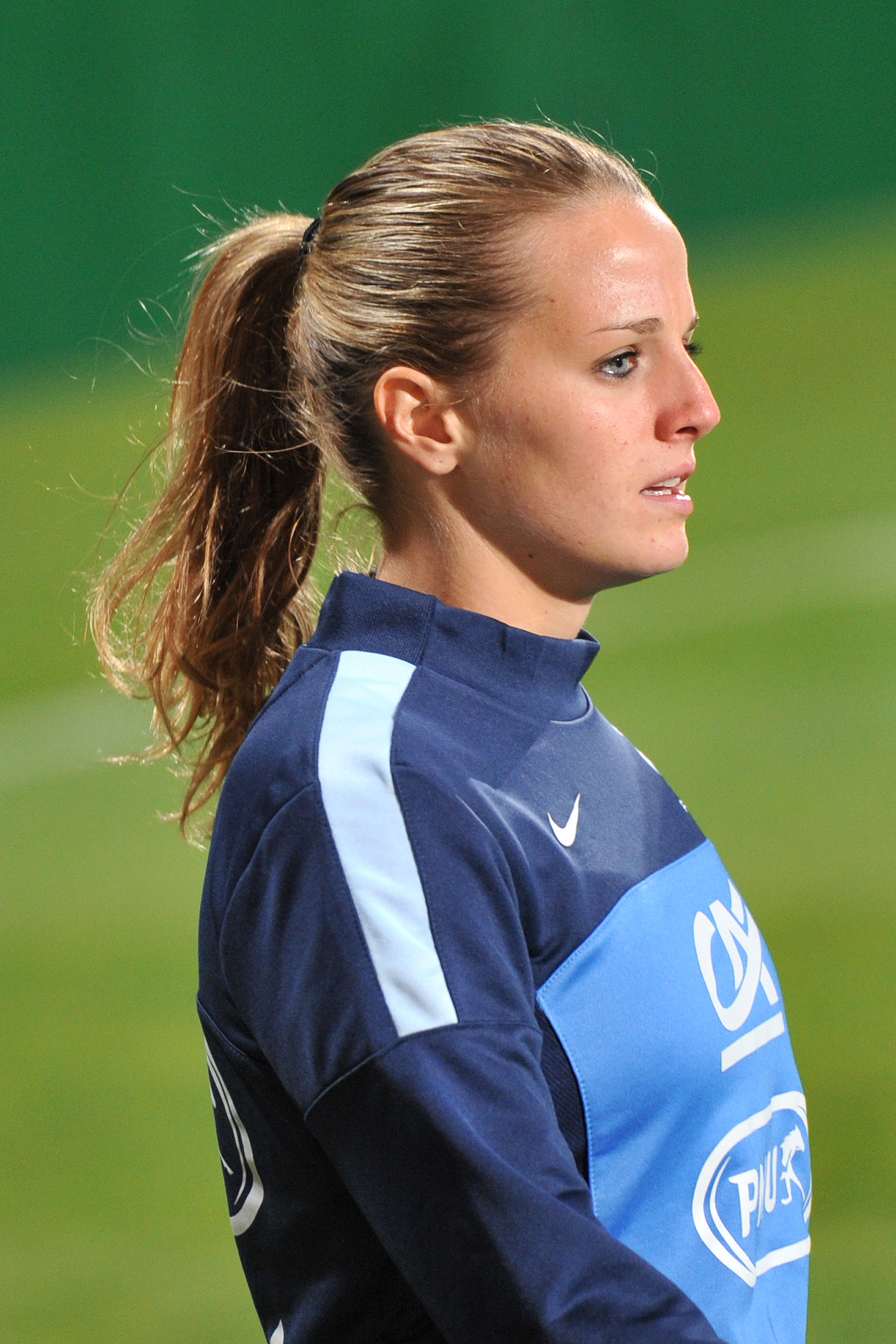
Sandie Toletti (* 1995)

### Tolf
- Tolfa, Scipione de († 1595), italienischer römisch-katholischer Geistlicher

### Tolg
- Tölg, Arnold (1934–2024), deutscher Politiker (CDU), MdL
- Tölg, Günther (* 1929), deutscher Chemiker
- Tolga, Nazlı (* 1979), türkisch-niederländische Fernsehmoderatorin und Journalistin
- Tolgfors, Sten (* 1966), schwedischer Politiker (Moderate Sammlungspartei), Mitglied des Riksdag

### Tolh
- Tolhausen, Louis (1817–1904), deutscher Romanist und Lexikograf
- Tolhoek, Antwan (* 1994), niederländischer Radrennfahrer
- Tolhoek, Patrick (* 1965), niederländischer Radrennfahrer
- Tolhopf, Johannes († 1503), deutscher Humanist, Rektor in Ingolstadt, Domherr zu Regensburg
- Tolhurst, Stan (1908–1983), australischer Filmschauspieler, Filmproduzent und Filmschaffender

### Toli
- Toli, Marianna (1952–2018), griechische Sängerin, Schauspielerin und Regisseurin
- Tolibowa, Sadafmoch (* 1996), belarussische Tennisspielerin
- Tolimir, Zdravko (1948–2016), serbischer Offizier der bosnischen Serben und verurteilter Kriegsverbrecher
- Tolin, Tito (1935–2006), italienischer Skispringer
- Tolino, Serena (* 1983), italienische Islamwissenschaftlerin
- Tolischus, Otto D. (1890–1967), deutschamerikanischer Journalist
- Tolisso, Corentin (* 1994), französischer FußballspielerCorentin Tolisso (* 1994)

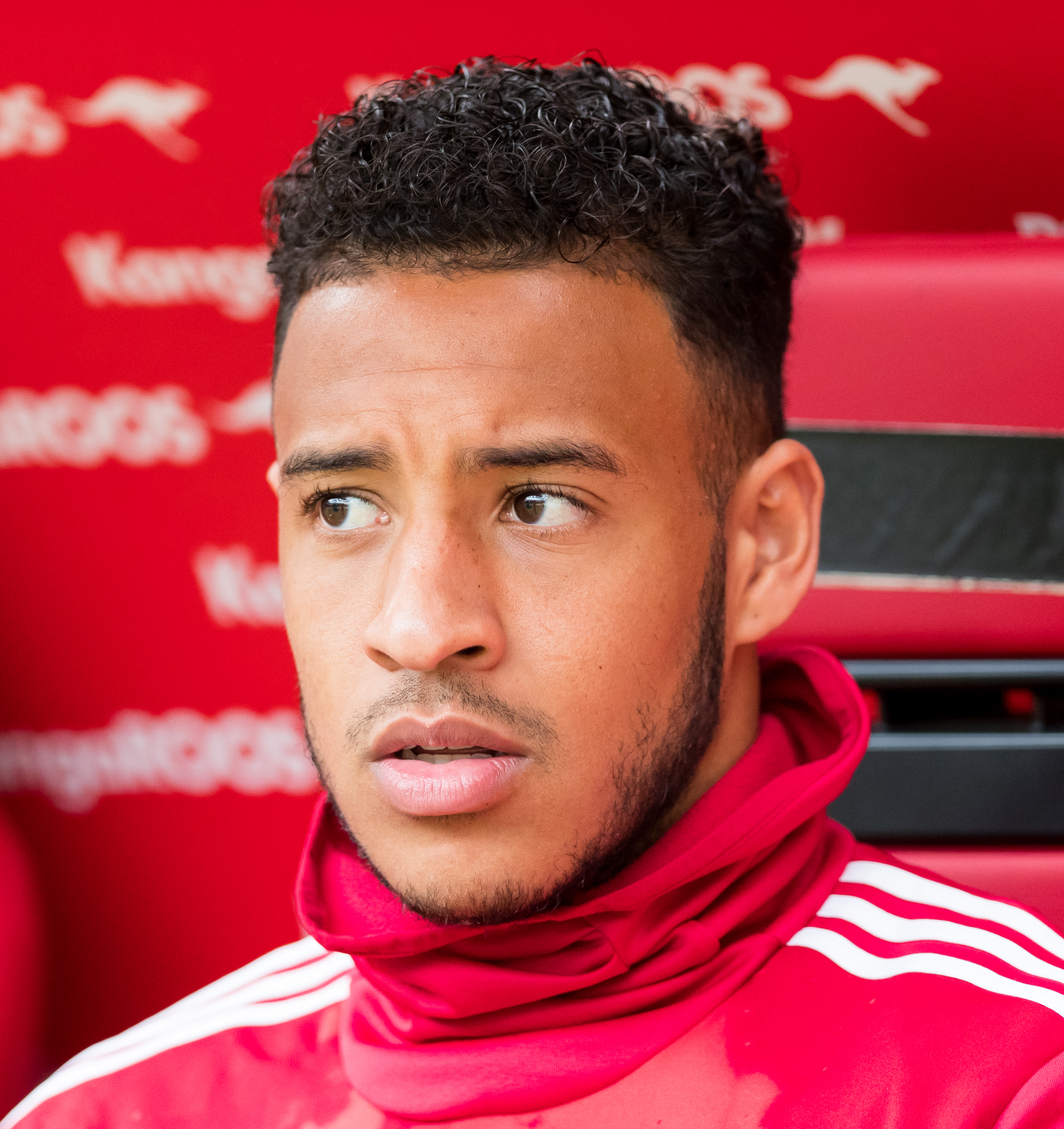
Corentin Tolisso (* 1994)

- Toliušis, Zigmas (1889–1971), litauischer Rechtsanwalt und Politiker
- Toliver, Don (* 1994), US-amerikanischer Rapper
- Toliver, Karen Rupert, US-amerikanische Filmproduzentin

### Tolj
- Tolj, Marija (* 1999), kroatische Leichtathletin
- Tolj, Slaven (* 1964), kroatischer Performance-, Installations- und Body Art-Künstler
- Toljan, Janina (* 1990), österreichische Tennisspielerin
- Toljan, Jeremy (* 1994), deutscher Fußballspieler

### Tolk
- Tölk, Josef (1861–1927), österreichischer Architekt
- Tolk, Wolfgang (* 1951), deutscher Maler, Designer, Essayist und Autor
- Tołkaczewski, Antoni (1933–2021), polnischer Schwimmer
- Tolkan, James (* 1931), US-amerikanischer SchauspielerJames Tolkan (* 1931)

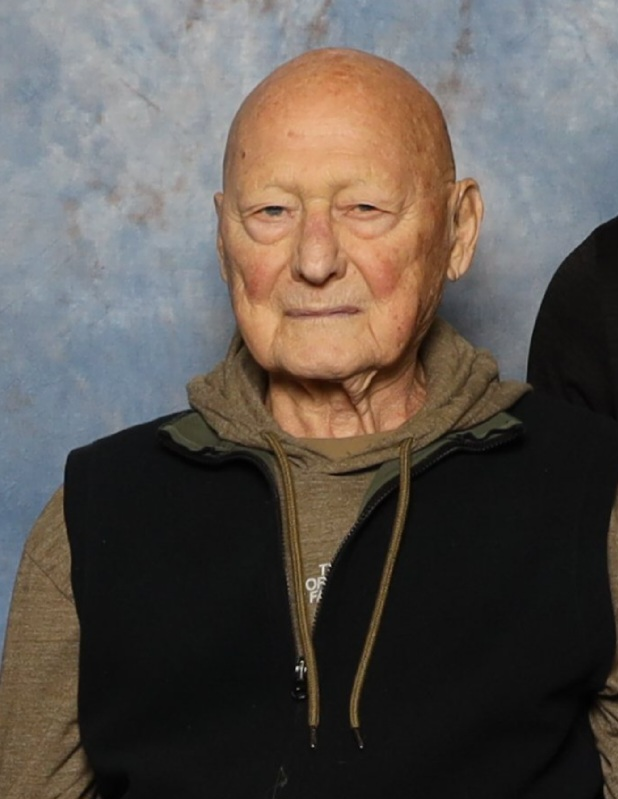
James Tolkan (* 1931)

- Tolkatschjow, Nikolai Semjonowitsch (1903–1987), sowjetischer Theater- und Film-Schauspieler
- Tolkatschow, Sinowi Schenderowitsch (1903–1977), sowjetischer Maler
- Tolkatschow, Wjatscheslaw Iljitsch (* 1948), sowjetischer Biathlet
- Tolkatschowa, Marija Jurjewna (* 1997), russische Turnerin und Olympiasiegerin
- Tölke, Andreas (* 1960), deutscher Journalist und humanitärer Aktivist
- Tolke, Dietrich († 1405), Bischof von Reval
- Tölke, Friedrich (1901–1992), deutscher Bauingenieur, Mathematiker und Hochschullehrer
- Tölke, Karl, deutscher Rittergutsbesitzer und Politiker (NLP), MdR
- Tölke, Walter (1883–1966), deutscher Richter, Senatspräsident am Reichsgericht
- Tolkemitt, Dirk (* 1964), deutscher Politiker (CDU), Bürgermeister der Stadt Bad Salzuflen
- Tolkemitt, Georg (1930–2009), deutscher Finanzwissenschaftler
- Tölken, August (1892–1975), deutscher Bildhauer
- Tölken, Diedrich, deutscher Architekt
- Tölkes, Hans (1935–2025), deutscher Politiker (CDU), MdL
- Tolkiehn, Johannes (1865–1933), deutscher Klassischer Philologe
- Tolkien, Christopher (1924–2020), britischer anglistischer und skandinavistischer Mediävist, Autor, Sohn von J. R. R. Tolkien
- Tolkien, Edith (1889–1971), Ehefrau des britischen Schriftstellers John Ronald Reuel Tolkien
- Tolkien, J. R. R. (1892–1973), britischer Schriftsteller und PhilologeJ. R. R. Tolkien (1892–1973)

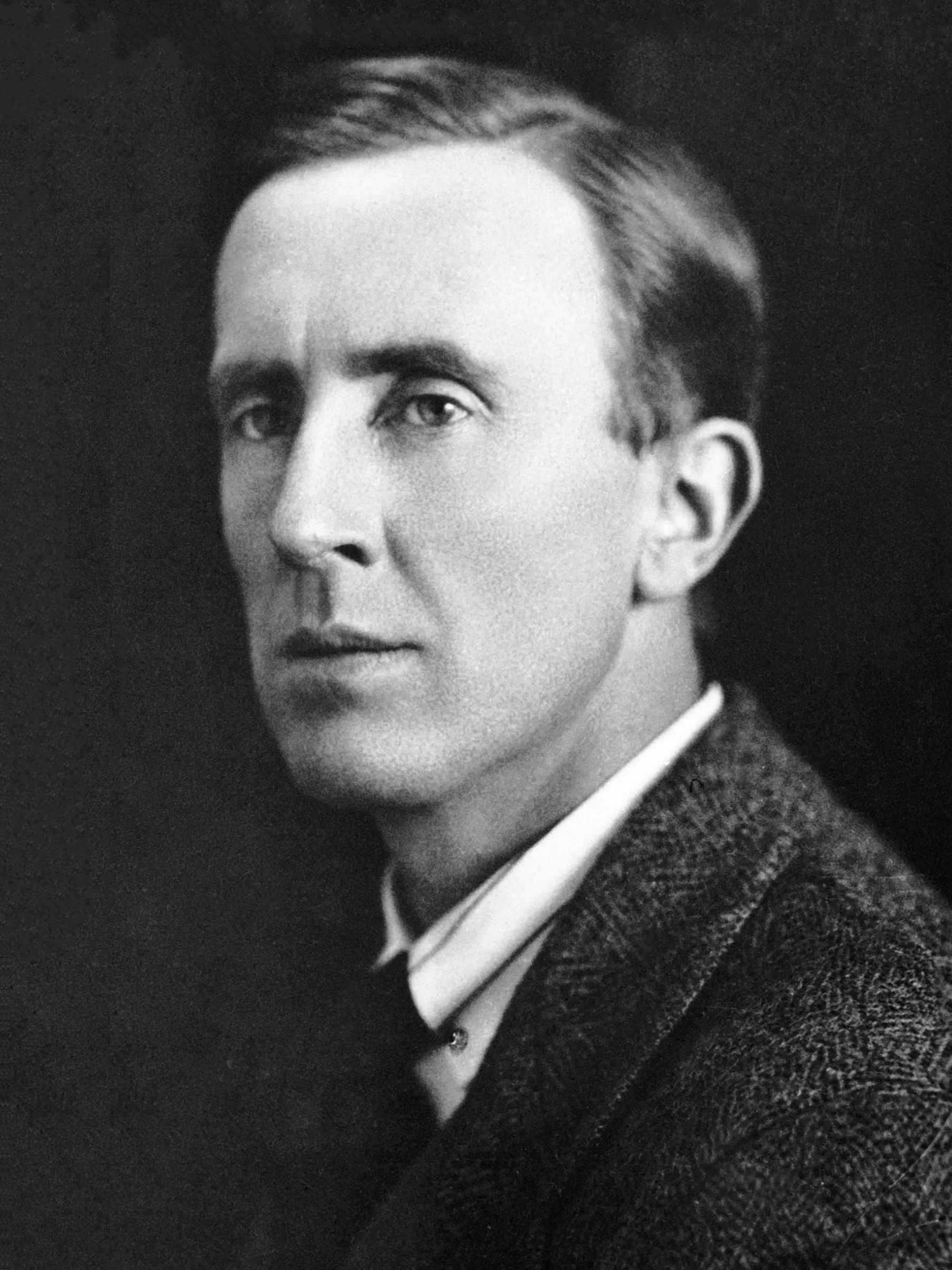
J. R. R. Tolkien (1892–1973)

- Tolkien, Simon (* 1959), britischer Jurist und Schriftsteller
- Tolkin, John (* 2002), US-amerikanisch-mexikanischer Fußballspieler
- Tolkin, Michael (* 1950), US-amerikanischer Schriftsteller, Drehbuchautor und Filmregisseur
- Tołkin, Wiktor (1922–2013), polnischer Architekt und Bildhauer
- Tolkki, Timo (* 1966), finnischer Metal-Musiker
- Tolkkinen, Pekka, finnischer Skispringer
- Tolkmitt, Gustav (1848–1900), deutscher Wasserbauingenieur
- Tolkmitt, Jan (* 1972), deutscher Jurist, Richter am Bundesgerichtshof
- Tolkmitt, Mario (* 1970), deutscher Fußballspieler
- Tolkowsky, Dan (* 1921), israelischer Generalmajor und Befehlshaber der Israelischen Luftstreitkräfte (IAF)
- Tolkowsky, Marcel (1898–1991), belgischer Mathematiker und Gemmologe
- Tolksdorf, Klaus (* 1948), deutscher Jurist, Bundesrichter am Bundesgerichtshof
- Tolksdorf, Philipp (* 1995), deutscher American-Football-Spieler
- Tolksdorf, Wilhelm (* 1936), deutscher Brigadegeneral
- Tolkunow, Dmytro (* 1979), ukrainischer Eishockeyspieler
- Tolkunowa, Walentina Wassiljewna (1946–2010), sowjetische und russische Sängerin

### Toll
- Toll, Eduard von (1858–1902), russischer Naturforscher und PolarforscherEduard von Toll (1858–1902)

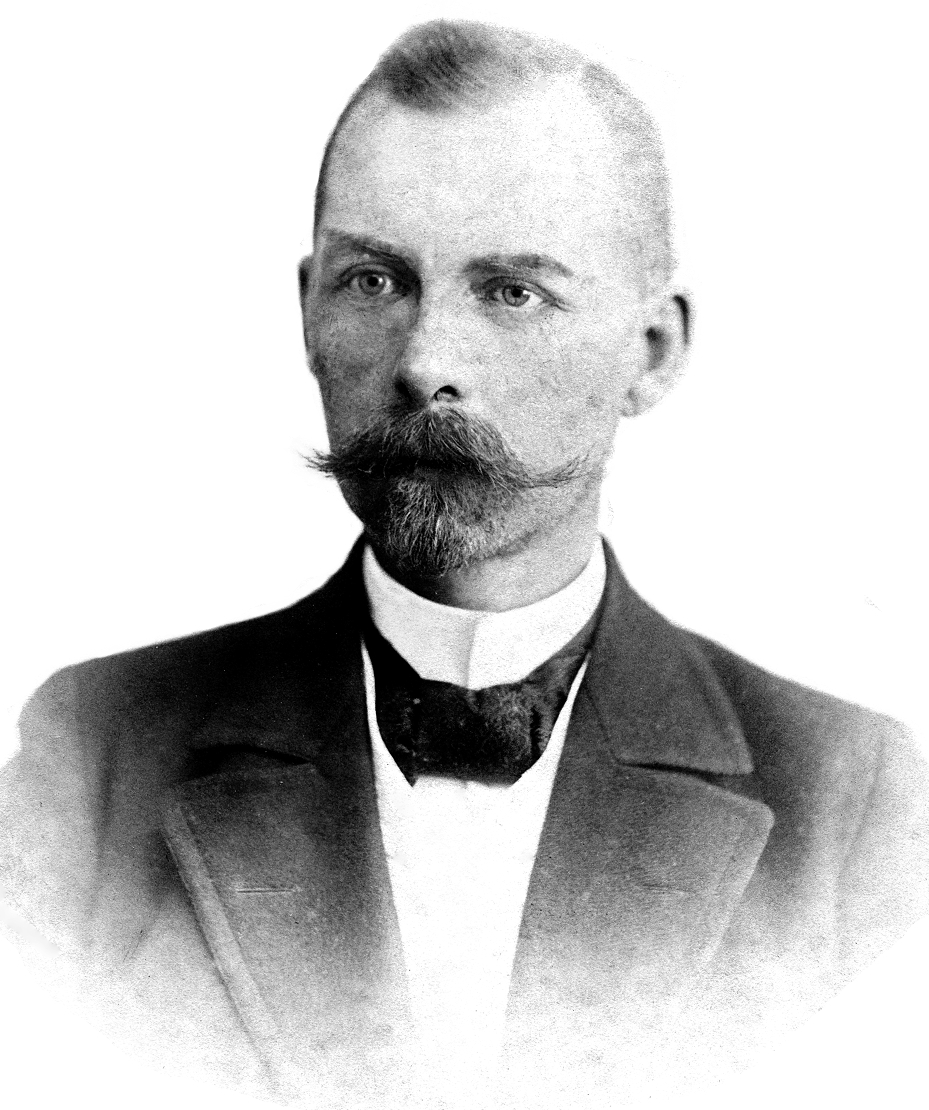
Eduard von Toll (1858–1902)

- Toll, Hans Joachim (1900–1978), deutscher Journalist und Schriftsteller
- Toll, Harald von (1848–1909), estländischer Ritterschaftssekretär und Stadtverordneter in Reval
- Toll, Herman (1907–1967), US-amerikanischer Politiker
- Toll, Johan Christopher (1743–1817), schwedischer Graf, Ritter, Feldmarschall und Politiker
- Toll, John (* 1952), US-amerikanischer Kameramann
- Toll, Karl von (1801–1869), preußischer Generalleutnant
- Toll, Karl Wilhelm von (1777–1842), russischer General der Infanterie baltendeutscher Herkunft
- Toll, Ludwig Ernst Philipp von (1775–1851), preußischer Generalleutnant, Kommandant der Festung Gaudenz
- Toll, Nelly (1935–2021), US-amerikanische Künstlerin und Autorin
- Toll, Peter (1891–1966), deutscher Kommunalbeamter, Bürgermeister und Politiker der Zentrumspartei
- Toll, Winfried (* 1955), deutscher Dirigent, Sänger und Komponist
- Tolla, Abeba (* 1977), äthiopische Marathonläuferin
- Tolla, Girma (* 1975), äthiopischer Langstreckenläufer
- Tollakson, TJ (* 1980), US-amerikanischer Triathlet
- Tõllasson, Kätlin (* 1993), estnische Leichtathletin
- Tollbom, Arne (1911–1971), schwedischer Degenfechter
- Tollbring, Cassandra (* 1993), schwedische Handballspielerin
- Tollbring, Jerry (* 1995), schwedischer Handballspieler
- Tolle, Alfred (1903–1989), deutscher Filmarchitekt, Szenenbildner und Maler
- Tölle, Antje (* 1989), deutsche Juristin
- Tölle, August (1880–1967), deutscher Politiker (SPD)
- Tölle, Christoph (1898–1977), deutscher Politiker (CDU), MdL
- Tölle, Christopher (* 1980), deutscher Choreograf und Musicalregisseur
- Tolle, Eckhart (* 1948), deutscher spiritueller Lehrer und AutorEckhart Tolle (* 1948)

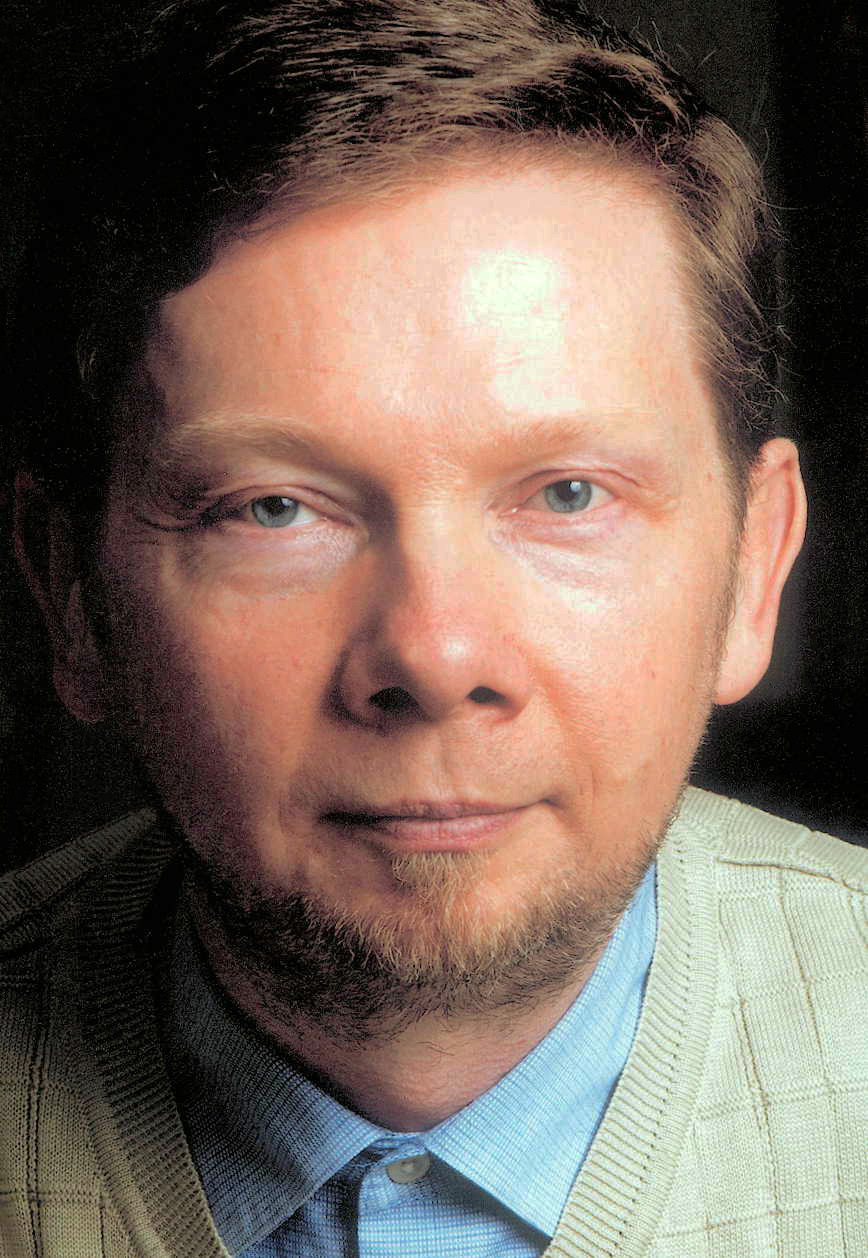
Eckhart Tolle (* 1948)

- Tolle, Henning (1932–2022), deutscher Mathematiker und Hochschullehrer
- Tölle, Hermann (1896–1967), deutscher Journalist und Schriftsteller
- Tolle, Johannes (* 1968), deutscher Dirigent und Unternehmer
- Tölle, Julian (* 1966), deutscher Dirigent und Musikwissenschaftler
- Tolle, Max (1864–1945), deutscher Ingenieurwissenschaftler für Mechanik
- Tolle, Nico (* 1996), deutscher Eishockeyspieler
- Tölle, Rainer (1932–2014), deutscher Psychiater, Neurologe, Psychotherapeut und Professor für Psychiatrie
- Tölle, Richard (1899–1968), Mitglied des Provinziallandtages der Provinz Hessen-Nassau
- Tolle, Simone (* 1963), deutsche Politikerin (Bündnis 90/Die Grünen), MdL
- Tölle, Stephan A. (* 1976), deutscher Schauspieler
- Tölle, Wolfgang (1949–2012), deutscher Pädagoge und Politiker (SPD)
- Tölle-Honekamp, Anne (1896–1944), deutsche Schriftstellerin
- Tölle-Kastenbein, Renate (1937–1995), deutsche Klassische Archäologin
- Tollefsen, Ivar (* 1961), norwegischer Unternehmer, Bergsteiger und RallyefahrerIvar Tollefsen (* 1961)

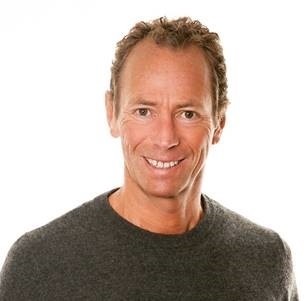
Ivar Tollefsen (* 1961)

- Tollefsen, Ole-Kristian (* 1984), norwegischer Eishockeyspieler
- Tollefsen, Sjur (* 1969), norwegischer Handballspieler
- Tollefsen, Tollef (1885–1963), norwegischer Ruderer
- Tollefson, Thor (1901–1982), US-amerikanischer Politiker
- Tollemache, Aethel († 1955), britische Suffragette
- Tollemer, Dany (* 1985), französische Chansonsängerin
- Tollen, Otz (1882–1965), deutscher Schauspieler, Filmregisseur und Drehbuchautor
- Tollenaar-Ermeling, Annie (1865–1932), niederländische Bildhauerin, Zeichnerin und Lithografin
- Tollens, Bernhard (1841–1918), deutscher Agrikulturchemiker
- Tollens, Hendrik (1780–1856), niederländischer Schriftsteller flämischer Herkunft
- Tollens, Peter (* 1954), deutscher Maler, Zeichner und Buchkünstler
- Töller, Annette Elisabeth (* 1968), deutsche Politikwissenschaftlerin
- Toller, Ernst (1893–1939), deutscher Schriftsteller, Politiker und RevolutionärErnst Toller (1893–1939)

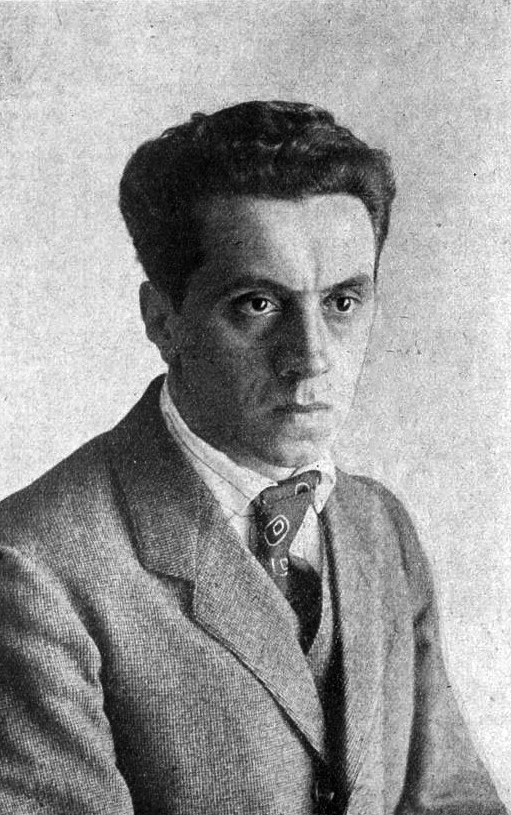
Ernst Toller (1893–1939)

- Toller, Lothar (1891–1956), deutscher Maler und Radierer
- Toller, Montagu (1871–1948), britischer Cricketspieler
- Toller, Thomas Northcote (1844–1930), britischer Sprachwissenschaftler und Lexikograph
- Tollerene, Ben (* 1986), US-amerikanischer Pokerspieler
- Tolleret, Irène (* 1967), französische Winzerin und Politikerin
- Tolles, Joachim (* 1986), deutscher Radrennfahrer
- Tollesa, Gulume (* 1992), äthiopische Langstreckenläuferin
- Tolleson, Gina Marie (* 1970), US-amerikanisches Model und Miss World 1990Gina Marie Tolleson (* 1970)

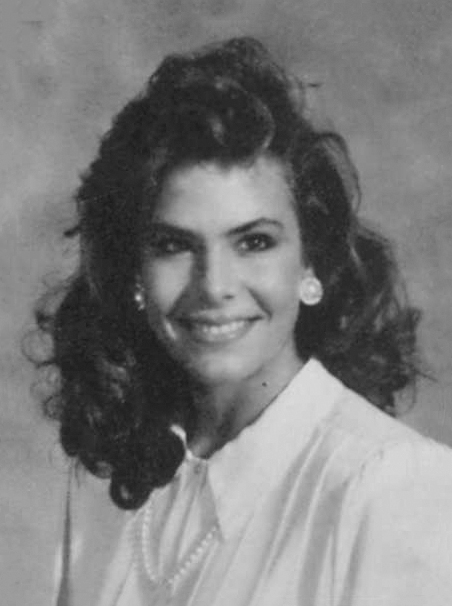
Gina Marie Tolleson (* 1970)

- Tolleson, Taylor (* 1985), US-amerikanischer Radrennfahrer
- Tollestrup, Alvin (1924–2020), US-amerikanischer Physiker
- Tollestrup, Phil (* 1949), kanadischer Basketballspieler
- Tollet, Elizabeth (1694–1754), britische Mathematikerin und Dichterin
- Tollet, Tony (1857–1953), französischer Maler
- Tollett, Elijah G. (1864–1926), US-amerikanischer Politiker
- Tolley, Andrew J., britischer Physiker
- Tolley, Anne (* 1953), neuseeländische Politikerin (National Party)
- Tolley, Harold S. (1894–1956), US-amerikanischer Politiker
- Tolley, Tom (* 1940), australischer Radrennfahrer
- Tollin, Henri (1833–1902), Pfarrer und Gründer der heutigen DHG
- Tolling, Mads (* 1980), US-amerikanischer Geiger, Bratschist und Komponist dänischer Abstammung
- Tollinger, Elias (* 1995), österreichischer Skispringer
- Tollinger, Franz (* 1656), österreichischer Bildhauer
- Tollius, Bartha Hermina (1780–1847), niederländische Malerin und Autorin
- Tollius, Cornelius († 1654), niederländischer Historiker und Philologe
- Tollius, Herman (1742–1822), niederländischer Philologe, Historiker und Jurist
- Tollius, Joannes, franko-flämischer Komponist und Kapellmeister der Renaissance
- Tolliver, Anthony (* 1985), US-amerikanischer Basketballspieler
- Tolliver, Charles (* 1942), amerikanischer Jazzmusiker
- Tolliver, Kim (1937–2007), US-amerikanische Soulsängerin
- Tollmann, Alexander (1928–2007), österreichischer Geologe und Politiker (Vereinte Grüne Österreichs)
- Tollmann, Gottfried (1680–1766), evangelischer Pfarrer und Kirchenliederdichter
- Tollmann, Günter (1926–1990), deutscher Maler, Bildhauer und Objektkünstler
- Tollmann, Helmut (* 1945), deutscher Künstler
- Tollmann, Markus (* 1963), deutscher Maler, Zeichner und GaleristMarkus Tollmann (* 1963)

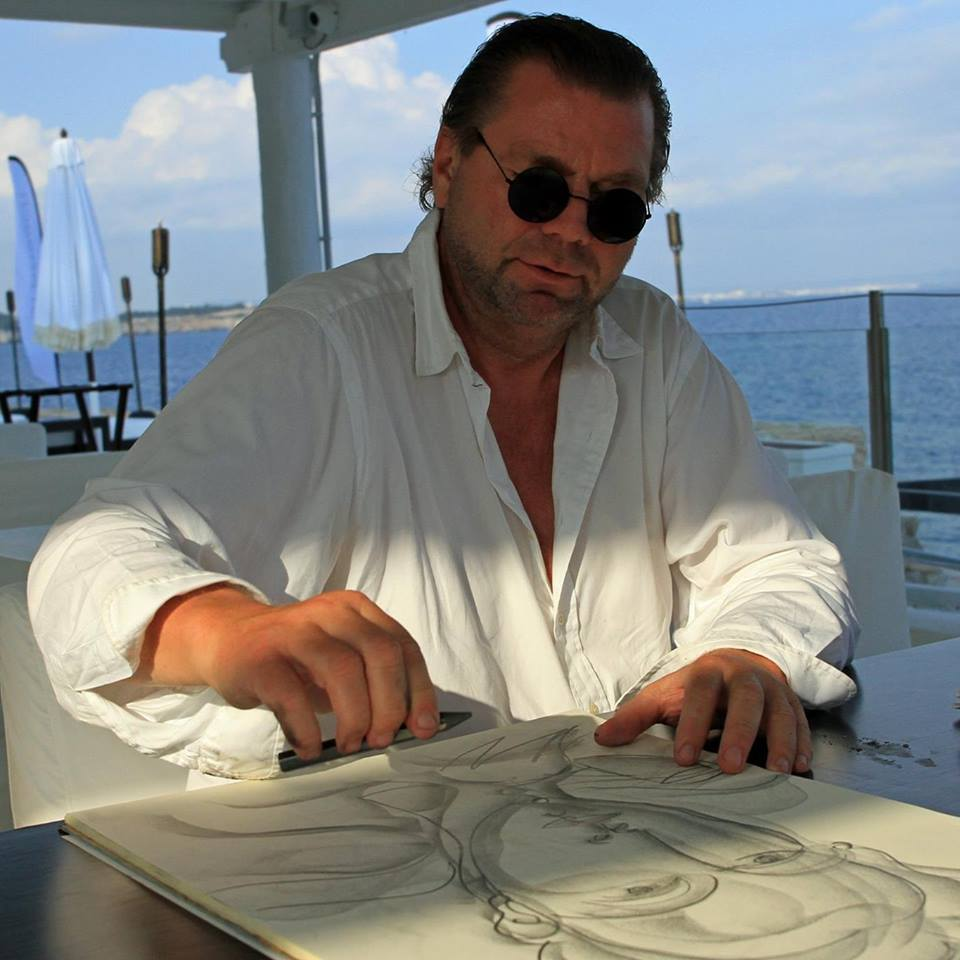
Markus Tollmann (* 1963)

- Tollmann, Peter (1900–1967), deutscher Politiker (Zentrum, CDU), MdL
- Tollmien, Cordula (* 1951), deutsche Historikerin und Kinderbuchautorin
- Tollmien, Walter (1900–1968), deutscher Strömungsphysiker
- Töllner, Dietrich (* 1966), deutscher Filmeditor
- Töllner, Erwin (1906–1984), deutscher Architekt
- Töllner, Ivo (* 1982), deutscher Handballspieler
- Töllner, Johann Gottlieb (1724–1774), evangelischer Theologe
- Töllner, Wilhelm (1879–1963), deutscher Politiker (SPD)
- Tolloy, Giusto (1907–1987), italienischer Politiker (PSI), Abgeordneter, Senator und Minister
- Tollund-Mann, MoorleicheTollund-Mann

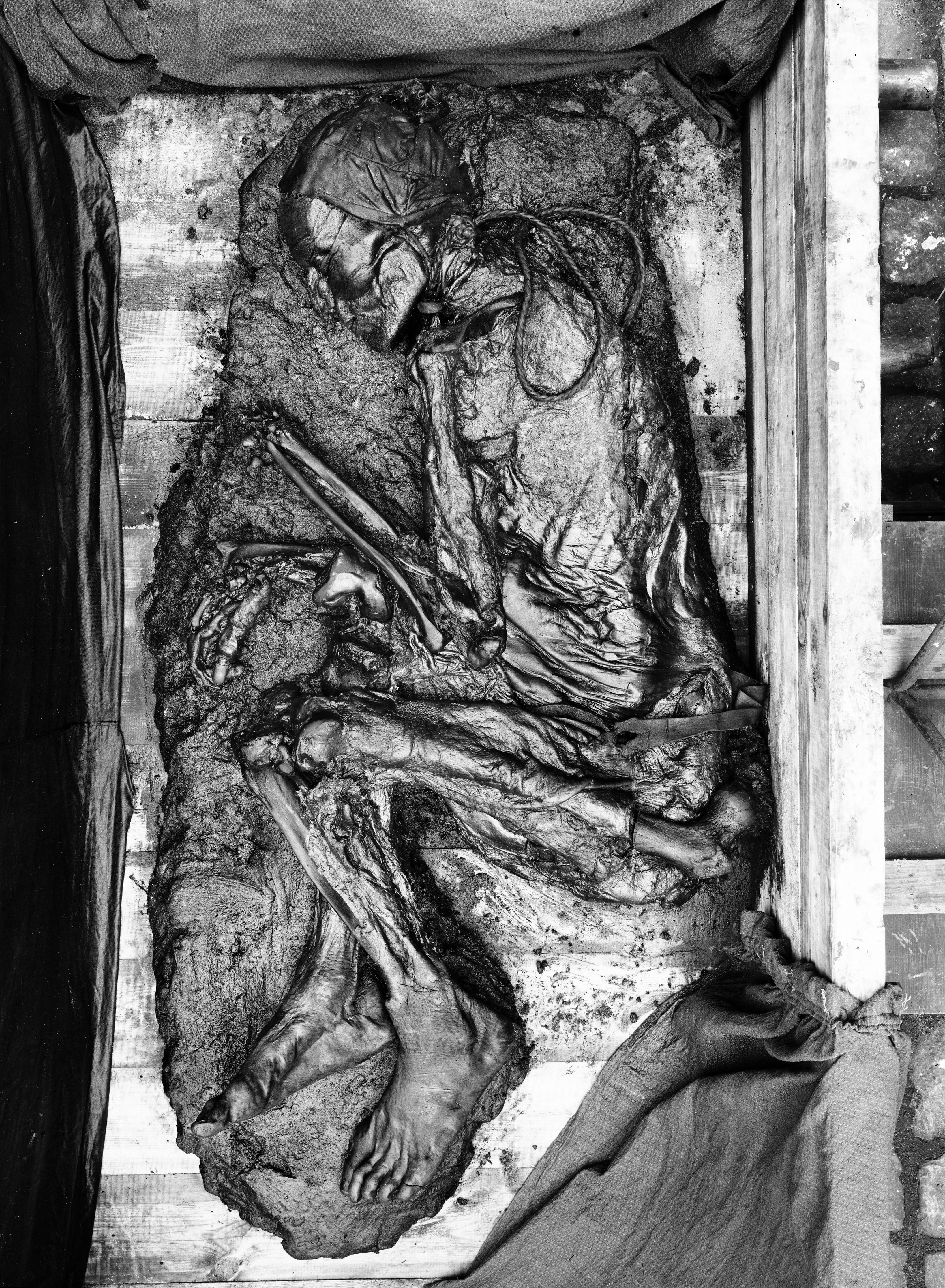
Tollund-Mann

- Tollwerth, Dagmar (* 1976), deutsche Schriftstellerin
- Tolly, Pierre-Luc, beninischer Fußballspieler

### Tolm
- Tolmach, Matt (* 1964), US-amerikanischer Filmproduzent
- Tolman Mills, Susan (1826–1912), US-amerikanische Missionarin, Pädagogin und Mitbegründerin des Young Ladies Seminary in Benicia
- Tolman, Allison (* 1981), US-amerikanische Schauspielerin
- Tolman, Chadwick (1938–2024), US-amerikanischer Chemiker
- Tolman, Edward (1886–1959), US-amerikanischer Psychologe
- Tolman, Richard C. (1881–1948), US-amerikanischer Physiker
- Tolman, Russ (* 1956), US-amerikanischer Singer-Songwriter, Sänger, Gitarrist, Musikproduzent
- Tolmatschowa, Anastassija Olegowna (* 1995), russische und rumänische Biathletin
- Tolmatschowa, Marija (* 1997), russische Sängerin
- Tolmay, Maria, rumänische Adelige und Ehefrau Mircea cel Bătrâns
- Tolmein, Oliver (* 1961), deutscher Journalist und Rechtsanwalt
- Tolmer, Alexander (1815–1890), australischer Polizeichef und Entdecker
- Tolmides († 447 v. Chr.), athenischer Stratege
- Tolmie, Donald (1923–2009), kanadischer Politiker der Liberal Party
- Tolmie, Simon Fraser (1867–1937), kanadischer Politiker
- Tolmoff, Kati (* 1983), estnische Badmintonspielerin
- Tolmor, Den, russischer Filmproduzent und Drehbuchautor

### Toln
- Tolnæs, Gunnar (1879–1940), norwegischer Schauspieler
- Tolnai, Stefan (* 1989), deutscher Musicaldarsteller, Sänger und Geschäftsführer
- Tolnai, Tibor (* 1964), ungarischer Schachmeister und Pokerspieler
- Tolnay, Charles de (1899–1981), ungarischer Kunsthistoriker
- Tolnay, Emilie (1901–1944), österreichische Friseurin und Widerstandskämpfer gegen den Nationalsozialismus
- Tolnay, Tibor (1932–2009), rumänisch-ungarischer Maler

### Tolo
- Tolo, Marilù (* 1944), italienische Schauspielerin
- Tolo, Mohammed (* 2001), saudi-arabischer Kugelstoßer
- Tolo, Nouhou (* 1997), kamerunischer Fußballspieler
- Toloba, Mariam (* 1999), belgische Fußballspielerin
- Tolofua, Julia (* 1997), französische Judoka
- Tolói, Rafael (* 1990), brasilianisch-italienischer Fußballspieler
- Tolokonnikowa, Nadeschda Andrejewna (* 1989), russische politische Aktivistin und PerformancekünstlerinNadeschda Andrejewna Tolokonnikowa (* 1989)

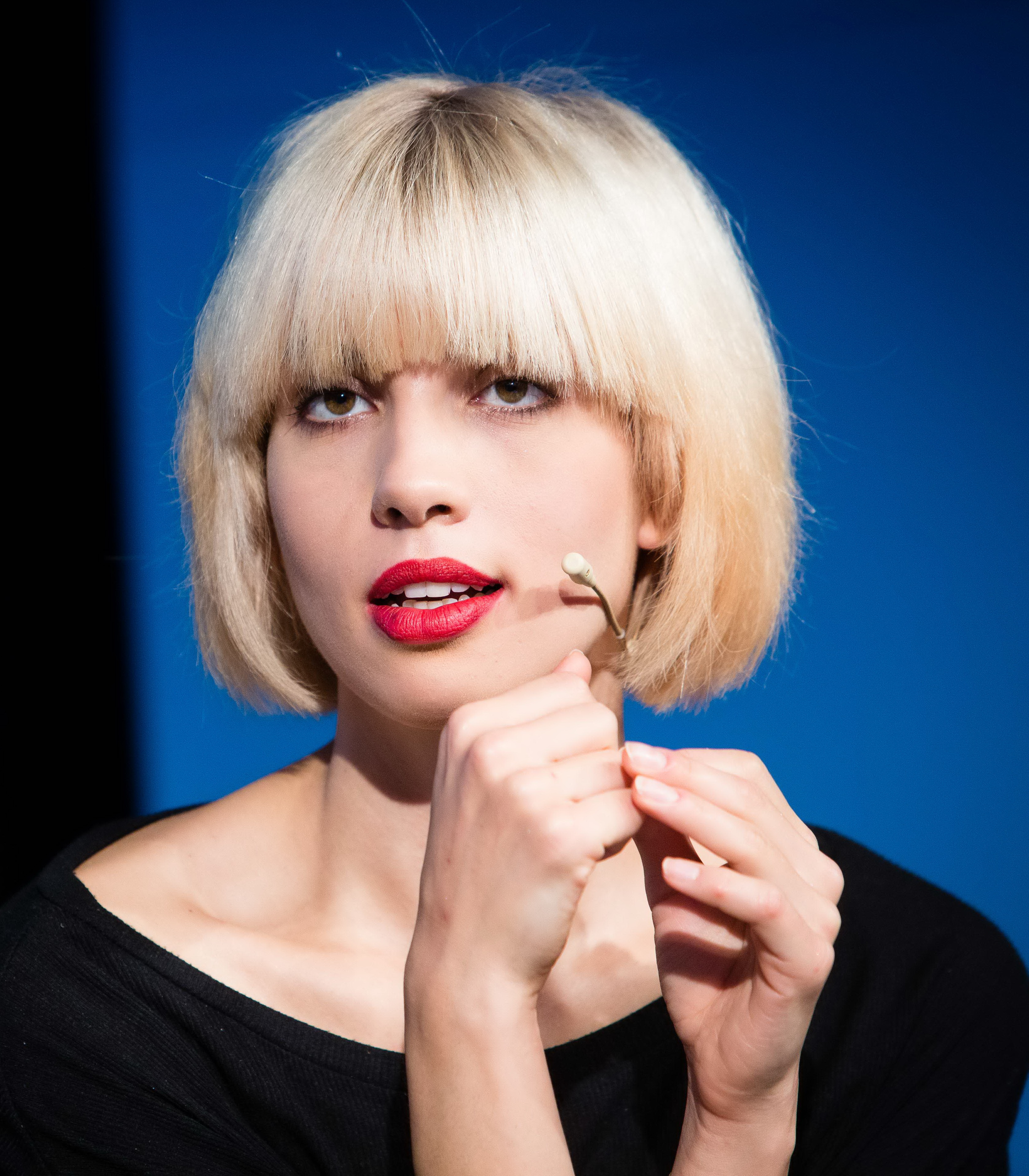
Nadeschda Andrejewna Tolokonnikowa (* 1989)

- Tolomei, Bernardo (1272–1348), italienischer Heiliger und Ordensgründer
- Tolomei, Claudio (1492–1556), italienischer Schriftsteller, Kritiker und Philologe
- Tolomei, Ettore (1865–1952), italienischer Nationalist und Faschist
- Tolomei, Scipione (1553–1630), italienischer Schriftsteller
- Tolomei, Stella de’ († 1419), Geliebte des Markgrafen Niccolò III. d’Este
- Tolomeo da Lucca (1236–1327), italienischer Theologe und Historiker, Bischof von Torcello
- Tolomeo, Gaetana (1936–1997), italienische römisch-katholische Selige
- Tolon, Hurşit (* 1942), türkischer General
- Tolon, Kamil (1912–1978), türkischer Geschäftsmann und Industrieller
- Tolonen, Jukka (* 1952), finnischer Jazz-Gitarrist
- Tolonen, Maximo (* 2001), finnischer Fußballspieler
- Tolopko, Andrij (* 1991), ukrainischer Naturbahnrodler
- Tolosa, Ambesse (* 1977), äthiopischer Marathonläufer
- Tolosa, Josep (1846–1916), spanischer Mediziner, Schachspieler und Sachbuchautor
- Tolosa, Rafael (* 1958), kolumbianischer Radrennfahrer
- Tolosa, Ramón (* 1960), kolumbianischer Radrennfahrer
- Tolosa, Taresa (* 1998), äthiopischer Mittelstreckenläufer
- Tolosanus († 1226), italienischer Chronist
- Tolouei, Mohammad (* 1979), iranischer Dichter, Drehbuchautor, Schriftsteller und Theaterautor
- Tolouse Low Trax (* 1966), deutscher Musiker
- Toloza, Loreto (* 1984), chilenische Fußballschiedsrichterassistentin
- Toloza, Rodrigo (* 1984), chilenischer Fußballspieler

### Tolp
- Tolpeko, Denis Andrejewitsch (* 1985), russischer Eishockeyspieler
- Tolppanen, Päivi (* 1977), finnische Goalballspielerin
- Tolpygo, Kirill Borissowitsch (1916–1994), ukrainischer Festkörperphysiker und Hochschullehrer

### Tols
- Tolsá Sarrión, Manuel (1757–1816), spanisch-mexikanischer Baumeister und Bildhauer
- Tolsa, Arto (1945–1989), finnischer Fußballspieler
- Tolsa, Xavier (* 1966), katalanischer Mathematiker
- Tolsdorff, Theodor (1909–1978), deutscher Generalleutnant im Zweiten WeltkriegTheodor Tolsdorff (1909–1978)

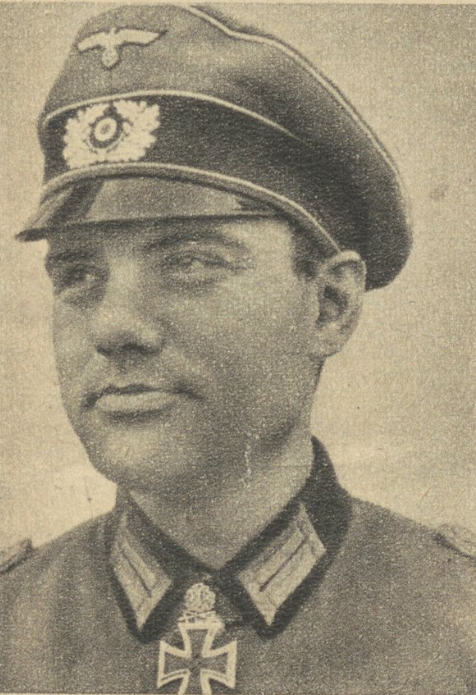
Theodor Tolsdorff (1909–1978)

- Tölsner, Wolfgang (* 1948), deutscher Manager
- Tolson, Clyde (1900–1975), US-amerikanischer Associate Director des FBI
- Tolson, Jim (* 1965), schottischer Politiker
- Tolson, John J. (1915–1991), US-amerikanischer Offizier, Generalleutnant der US-Army
- Tolstaja, Natalija Nikititschna (1943–2010), sowjetische bzw. russische Linguistin, Schriftstellerin und Hochschullehrerin
- Tolstaja, Sofja Andrejewna (1844–1919), russische Autorin, Frau von Leo Tolstoi
- Tolstaja, Tatjana Nikititschna (* 1951), russische Schriftstellerin
- Tolstikow, Genrich Alexandrowitsch (1933–2013), russischer Chemiker und Hochschullehrer
- Tolstikow, Jakow Grigorjewitsch (* 1959), russischer Marathonläufer
- Tolstikow, Jewgeni Iwanowitsch (1913–1987), sowjetischer Polarforscher
- Tolstoganowa, Wiktorija Wiktorowna (* 1972), russische Schauspielerin
- Tolstoi, Alexei Konstantinowitsch (1817–1875), russischer Schriftsteller, Dramatiker und Dichter
- Tolstoi, Alexei Nikolajewitsch (1883–1945), russischer Schriftsteller
- Tolstoi, Andrei Wladimirowitsch (1956–2016), russischer Kunsthistoriker
- Tolstoi, Dmitri Andrejewitsch (1823–1889), russischer Historiker und Staatsmann
- Tolstoi, Dmitri Iwanowitsch (1860–1941), russischer Kunsthistoriker
- Tolstoi, Fjodor Iwanowitsch (* 1782), russischer Adliger
- Tolstoi, Fjodor Petrowitsch (1783–1873), russischer Maler, Zeichner und Bildhauer
- Tolstoi, Iwan Iwanowitsch (1858–1916), russischer Staatsmann, Numismatiker und Archäologe
- Tolstoi, Iwan Matwejewitsch (1806–1867), russischer Diplomat und Postminister
- Tolstoi, Jakow Nikolajewitsch (1791–1867), russischer Offizier und Theaterkritiker
- Tolstoi, Lew Nikolajewitsch (1828–1910), russischer SchriftstellerLew Nikolajewitsch Tolstoi (1828–1910)

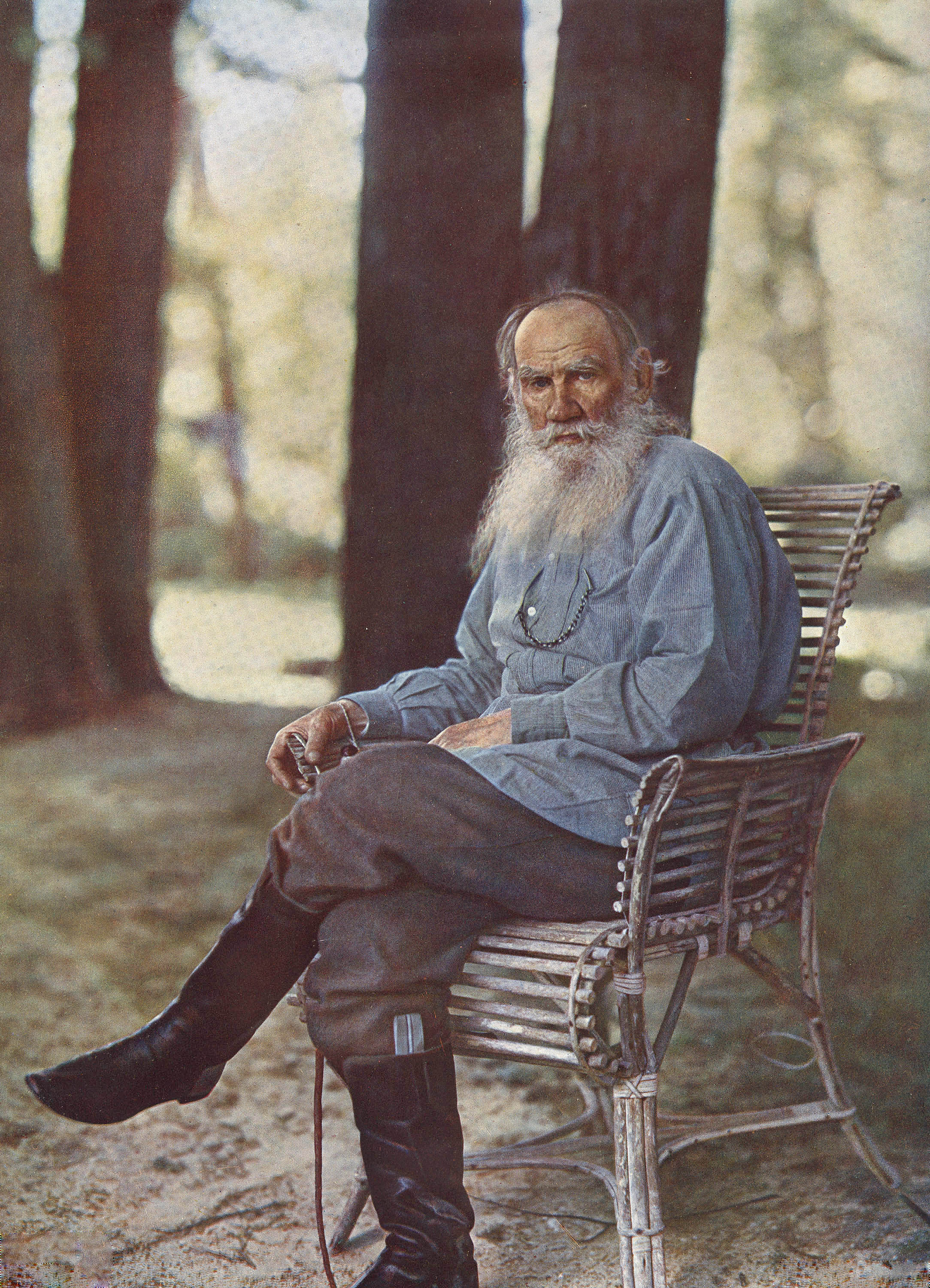
Lew Nikolajewitsch Tolstoi (1828–1910)

- Tolstoi, Nikita Iljitsch (1923–1996), serbisch-russischer Linguist, Slawist und Hochschullehrer
- Tolstoi, Pjotr Alexandrowitsch (1770–1844), russischer General der Infanterie und Staatsmann
- Tolstoi, Pjotr Andrejewitsch († 1728), russischer Politiker
- Tolstoi, Pjotr Olegowitsch (* 1969), russischer Journalist, Schauspieler und PolitikerPjotr Olegowitsch Tolstoi (* 1969)

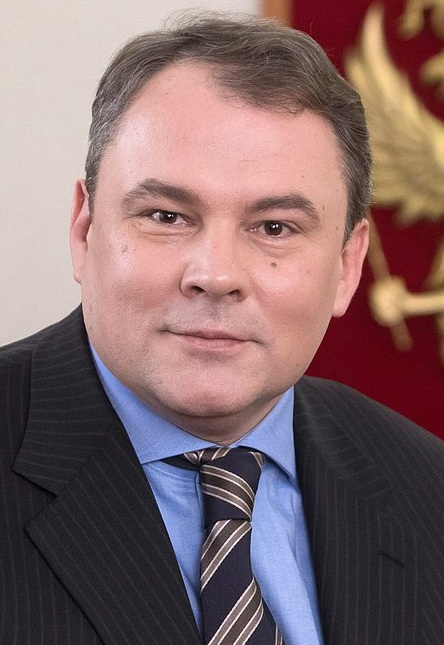
Pjotr Olegowitsch Tolstoi (* 1969)

- Tolstoi, Sergei Lwowitsch (1863–1947), russischer Komponist und Musikethnologe
- Tolstoi, Theophil Matwejewitsch (1809–1881), russischer Beamter, Komponist, Musikkritiker und Schriftsteller
- Tolstouchow, Iwan, russischer Forschungsreisender
- Tolstow, Sergei Pawlowitsch (1907–1976), sowjetischer Archäologe, Ethnograf und Historiker
- Tolstowa, Juliana Nikolajewna (* 1942), sowjetische bzw. russische Soziologin, Mathematikerin und Hochschullehrerin
- Tolstoy, Nikolai (* 1935), russischer Historiker und Publizist
- Tolstoy, Viktoria (* 1974), schwedische Jazzsängerin
- Tolstuschko, Wsewolod (* 1993), ukrainischer Eishockeyspieler
- Tolstych, Mychailo (1980–2017), ukrainischer Milizenführer

### Tolt
- Tolton, Augustus (1854–1897), US-amerikanischer römisch-katholischer Priester
- Tolts, Andres (1949–2014), estnischer Maler
- Toltschinski, Sergei Alexandrowitsch (* 1995), russischer Eishockeyspieler
- Toltschjonow, Sergei Gennadjewitsch (* 1965), russischer Diplomat
- Toltz, Steve (* 1972), australischer Schriftsteller

### Tolu
- Tolu, Meşale (* 1984), deutsche Journalistin und Übersetzerin
- Toluboff, Alexander (1882–1940), US-amerikanischer Filmarchitekt
- Tolui Khan († 1232), Sohn von Dschingis KhanTolui Khan († 1232)

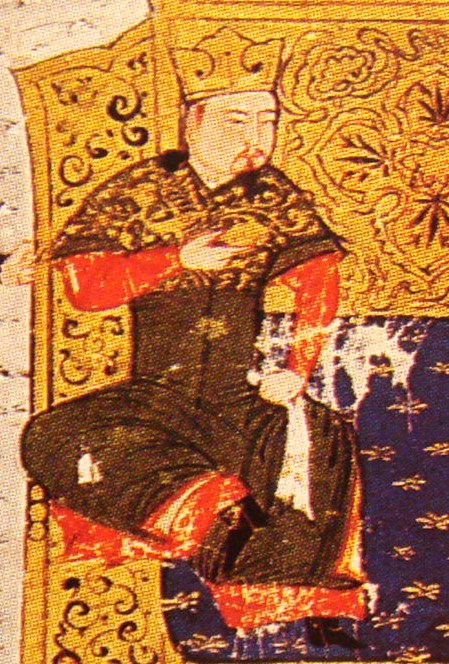
Tolui Khan († 1232)

- Tolungüç, Soner (* 1964), türkischer Fußballspieler und -trainer
- Tolusch, Alexander Kasimirowitsch (1910–1969), sowjetischer Schachgroßmeister

### Tolv
- Tolvanen, Eeli (* 1999), finnischer Eishockeyspieler
- Tolvanen, Marianna (* 1992), finnische Fußballspielerin
- Tolvanen, Olli-Pekka (* 1985), finnischer Skilangläufer

### Tolw
- Tołwiński, Stanisław (1895–1969), polnischer Politiker, Mitglied des Sejm (PZPR), Bürgermeister von Warschau
- Tołwiński, Tadeusz (1887–1951), polnischer Architekt und Stadtplaner

### Tolz
- Tolz, Stefan (* 1966), deutscher Dokumentarfilmer und Produzent
- Tölzel, Sina (* 2006), deutsche Fußballtorhüterin
- Tölzer, Andreas (* 1980), deutscher Judoka
- Tölzer, Steffen (* 1985), deutscher Eishockeyspieler
- Tolzien, Gerd (1902–1992), deutscher Schriftsteller und Journalist
- Tolzien, Gerhard (1870–1946), lutherischer Theologe, Volksmissionar und Landesbischof von Mecklenburg-Strelitz
- Tolziner, Philipp (1906–1996), deutsch-sowjetischer Architekt